# MagmaMix II: The Cantimplors
MagmaMix II: The Cantimplors es el segundo álbum del grupo musical chileno MagmaMix, lanzado en el 7 de diciembre de 2004. El álbum contiene la versión "remasterizada" de Pelusa en el Ombligo, canción creada dentro de su programa radial El portal del web. Además, incluye cinco canciones nuevas y las versiones karaoke de Soy Electrónico y I Wanna Be a Cowboy. El disco, al igual que su predecesor MagmaMix: Portal del Web, alcanzó el premio del "Disco de Oro". En la carátula del disco se logran apreciar una ilustración de robot con tres cabezas. Probablemente esto sea una referencia a su estilo musical (electrónico).

## Lista de canciones
1. "Hocico de Boque' Monkey" (3:35)
2. "Pantuflas de Perrito" (3:14)
3. "Wiseppi (El Sabueso de Pascua)" (3:34)
4. "Póngale Nombre al Niño" (3:07)
5. "Pelusa en el Ombligo" (2:16)
6. "777" (1:43)
7. "Soy Electrónico Karaoke" (3:19)
8. "I Wanna Be a Cowboy Karaoke" (2:51)